# Harold Bloom
Harold Bloom (født 11. juli 1930, død 14. oktober 2019) var en internationalt anerkendt litteraturkritiker og litteraturteoretiker. Han var Sterling Professor of the Humanities på Yale University og Berg Professor of English på New York University. Han har skrevet mere end tyve bøger, der spænder lige fra forsvar for den engelske romantiske digtning i det 19. århundrede til kommentarer om religion. Bloom har gået imod teoretiske tilgange som marxisme, new historicism og postmodernisme.
Et bemærkelsesværdigt træk i Blooms udvikling er, at han i sammenhæng med at blive interesseret i navne som Ralph Waldo Emerson og Sigmund Freud udforskede ældre mystiske traditioner som gnosticisme, Kabbala og hermetisme. Disse inspirationskilder har han formået at inkorporere i sin fortolkningsteori.

## Ekstern henvisning
- Engelsksproget interview med Harold Bloom

1. ↑  Navnet er anført på svensk og stammer fra Wikidata hvor navnet endnu ikke findes på dansk.